# Gus Bilirakis
Gus Michael Bilirakis, född 8 februari 1963 i Gainesville, Florida, är en amerikansk republikansk politiker. Han representerar delstaten Floridas nionde distrikt i USA:s representanthus sedan 2007. Han efterträdde sin far Michael Bilirakis som var kongressledamot 1983–2007. Bilirakis är av grekisk härkomst.
Bilirakis avlade 1986 kandidatexamen vid University of Florida och 1989 juristexamen vid Stetson University.
Bilirakis besegrade demokraten Phyllis Busansky i kongressvalet i USA 2006.